# Ahmad Shah (Mogul)

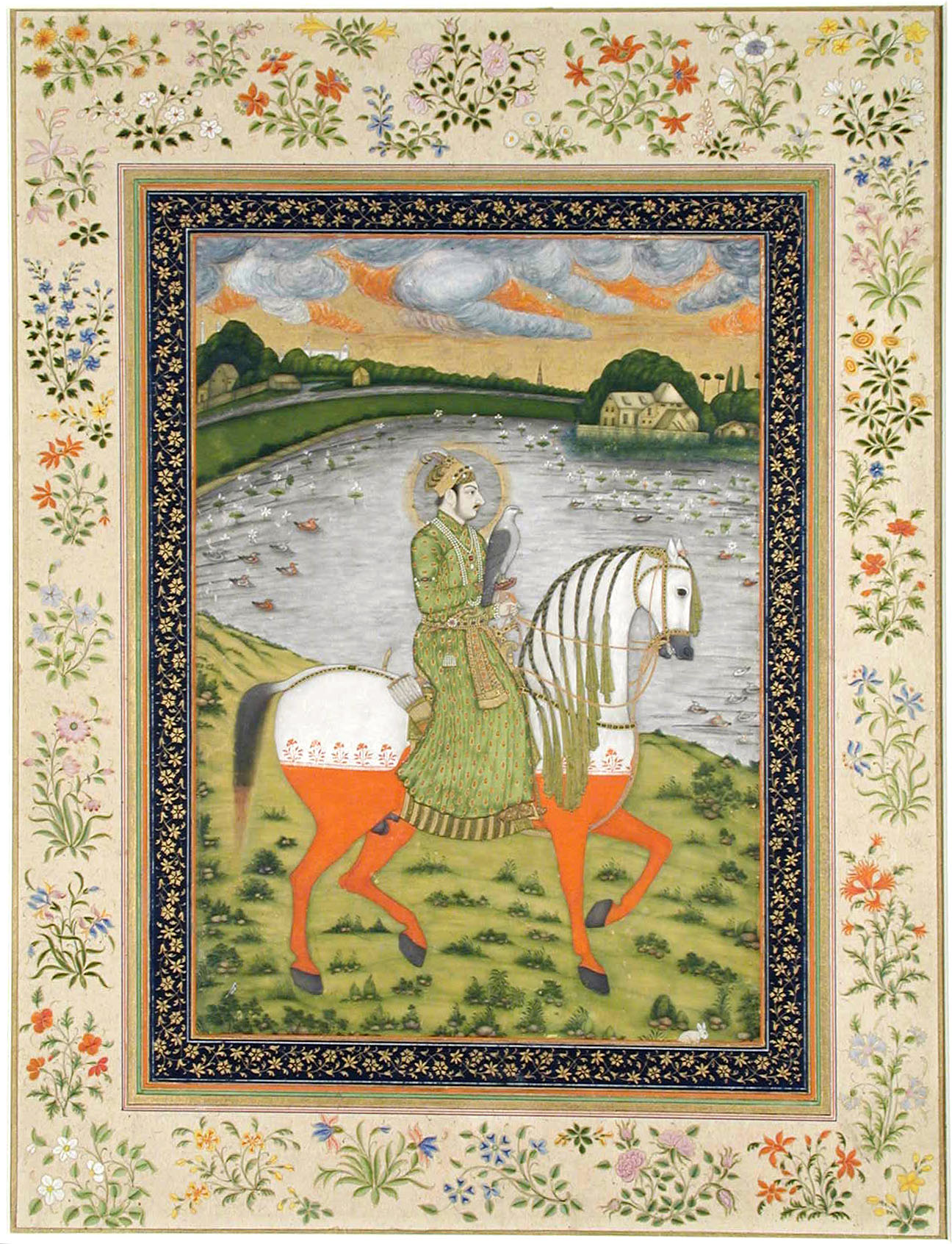
Großmogul Ahmad Shah

Ahmad Shah (geboren 23. Dezember 1725 in Delhi; gestorben 1. Januar 1775 ebenda; eigentlich Ahmad Shah Bahadur Mujahid-ud-din Abu Nasr) war von 1748 bis 1754 der 13. Herrscher des indischen Mogulreiches. Er galt als gutherzig, aber willenlos, ungebildet und militärisch unerfahren. Die tatsächliche Staatsgewalt lag bei seinem Wesir (wazir-i mamalik) Safdarjung, dem mächtigen Nawab von Avadh (auch Oudh), dem es jedoch nicht gelang, das bereits unter Muhammad Shah verfallene Mogulreich zu festigen.

## Biografie
Ahmad Shah war der Sohn von Muhammad Shah und gelangte am 29. April 1748, dank einer Intrige seiner Adoptivmutter, auf den Thron. Viele Offiziere weigerten sich jedoch, ihm zu huldigen, da das Mogulreich nicht in der Lage war, den Sold auszuzahlen. Etwa ein Drittel des Heeres desertierte daraufhin. Die Schwäche des Mogulreiches machte sich der afghanische Herrscher Ahmad Schah Durrani zu Nutze, indem er 1750 den Sindh und Gujarat besetzte. Zugleich ging der Punjab an die Sikhs verloren. Das Reich beschränkte sich nur noch auf den Raum Delhi.
Am 2. Juni 1754 wurde Ahmad Shah von Ghaziuddin Imad ul-Mulk, dem Enkel des Nizams von Hyderabad, mit Hilfe der Marathen abgesetzt und geblendet. Nachfolger wurde sein Onkel Alamgir II., während Imad ul-Mulk das Amt des wazir-i mamalik übernahm. Ahmad Shah starb am ersten Tag im Jahr 1775 in Gefangenschaft in Delhi.

## Nachfolge
Ahmad Shah hatte mehrere Söhne, doch nur Bidar Bakhsh regierte im Jahr 1788 kurzzeitig die kläglichen Überreste des einst so mächtigen Mogulreichs.  